# Lobostemon daltonii
Lobostemon daltonii är en strävbladig växtart som beskrevs av M.H. Buys. Lobostemon daltonii ingår i släktet Lobostemon och familjen strävbladiga växter. Inga underarter finns listade i Catalogue of Life.